# 브리젠드

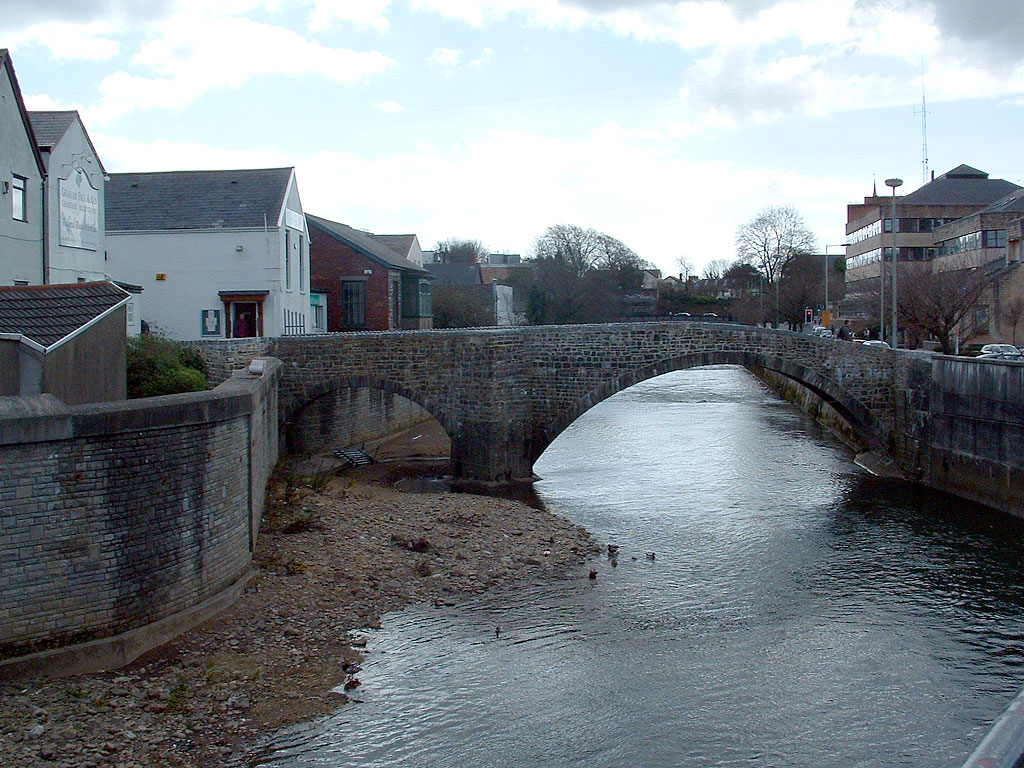
브리젠드

브리젠드(Bridgend)는 웨일스 브리젠드 자치시의 도시로, 인구는 39,429 명이다.